# 4001 Ptolemaeus
4001 Ptolemaeus (1949 PV) là một tiểu hành tinh vành đai chính được phát hiện ngày 2 tháng 8 năm 1949 bởi K. Reinmuth ở Heidelberg.